# Jean-Louis-Simon Rollet
Pour les articles homonymes, voir Rollet.
Jean-Louis-Simon Rollet  (né à Rochefort le 3 juillet 1746 mort à Saint-Denis le 11 octobre 1824), est un ecclésiastique qui fut évêque de Montpellier de 1802 à 1806.

## Biographie

### Famille
Jean Louis Simon naît à Rochefort en 1746. Il est le fils de Jacques Rollet, « commissaire aux caisses de la Marine », et d'Anne Cercler. Devenu veuve cette dernière se remarie avec Jean-Élie Lemercier, lieutenant au Présidial de Saintes, avec qui elle a un autre fils Louis-Nicolas Lemercier dont la carrière politique s'étend des États généraux de 1789 au règne de Louis Philippe Ier.

### Carrière ecclésiastique
À la veille de la Révolution française, Jean-Louis-Simon est le modeste curé de la paroisse de Pérignac. Il refuse de prêter serment à la Constitution civile du clergé. Il doit abandonner sa paroisse et émigre le 20 novembre 1793. Après la signature du Concordat de 1801 la position éminente de son frère utérin depuis le coup d'État du 18 brumaire lui permet d'obtenir l'évêché de Montpellier le 15 octobre 1802. Il est consacré à Paris par le légat du Pape le 14 du même mois, il prend possession le 2 décembre et s'installe le 5 du même mois. Il choisit comme vicaire général François Xavier Coustou qui exercera la fonction jusqu'à sa mort en 1844.
Dès sa première visite pastorale le nouvel évêque est confronté aux conflits entre les Constitutionnels et les Réfractaires et il constate les profondes divisions dans son diocèse. Malgré sa foi et sa « simplicité » le nouveau prélat par son manque de tact s’aliène rapidement toutes les parties en présence c'est-à-dire le clergé, les confréries, les Augustins et les Pénitents bleus, qui portent plainte contre lui auprès du gouvernement impérial. Le 21 mars 1806 Napoléon Ier le nomme chanoine de Saint-Denis et lui demande de se retirer. Il quitte Montpellier le 17 mai 1806. Il obtient le titre de Baron d'Empire le 5 août 1809 et meurt à Saint-Denis en 1824.